# 劉夢周
劉夢周（1558年—？），字東化，號沁江，山西沁州人，民籍，明朝政治人物。

## 生平
隆慶四年（1570年）庚午科山西鄉試二十名，萬曆十四年（1586年）丙戌科會試二百六十六名，登三甲第四十五名。大理寺观政，本年授湖廣黃岡縣知县，十七年被論聽用。

## 家族
曾祖劉道，曾任儒官；祖父劉廷賜，曾任主簿；父劉甲，曾任監生。母霍氏。严侍下。弟梦熊（举人）、梦龙（举人）、梦弼（生员）。